# Asja Valčić
Asja Valčić (* 1967 in Zagreb) ist eine kroatische Cellistin, Arrangeurin und Komponistin, die nicht nur in der Klassik, sondern auch im Crossover zum Jazz hervorgetreten ist.

## Leben und Wirken
Valčić schloss mit 18 Jahren die Musikakademie in ihrer Heimatstadt Zagreb ab. Danach studierte sie am Tschaikowsky-Konservatorium in Moskau und an der Hochschule für Musik Detmold.
Valčić hat mit dem Pianisten Đuro Tikvica ein Album mit Werken von Alfred Schnittke und Dimitri Schostakowitsch veröffentlicht. Zu weiteren kammermusikalischen Partnern zählten Mitglieder des Alban Berg Quartett, des Brodsky Quartet und des Melos Quartett. Weiterhin hat sie als Solistin unter Zubin Mehta und Kazushi Ōno gespielt. 1995 gewann sie in Frankreich den „Concours international de jeunes concertistes de Douai“.
Seit der Gründung 2004 gehörte Valčić dem radio.string.quartet.vienna bis 2013 an, mit dem sie seit 2007 mehrere Alben für Act einspielte. Ulf Wakenius holte sie mit dem Quartett für sein Album Love Is Real (2008). Seit 2009 legte sie vier Alben im Duo mit Klaus Paier vor, mit dem sie auch ein Quartett betrieb. Mit Adam Bałdych gehörte sie zu Iiro Rantalas String Trio. 2025 veröffentlichte sie ihr Soloalbum Inner Voice.
Valčićs Kompositionen wurden 2010 auch von Rigmor Gustafsson mit dem radio.string.quartet.vienna interpretiert. Des Weiteren ist sie auf Angizias Album Des Winters finsterer Gesell, auf Michael Mantlers Album The Jazz Composer's Orchestra: Update (2014), auf Rolf Kühns Album Spotlights (2016) und auf Mia Brentano’s Hidden Sea (2017) zu hören.